# Theodorus II van Alexandrië
Theodorus II (Grieks: Θεόδωρος Β') (Kreta, 25 november 1954) is de Grieks-orthodoxe patriarch van Alexandrië.
Theodorus II werd geboren als Nikolaos Horeftakis (Grieks: Νικόλαος Χορευτάκης) op het eiland Kreta. Hij studeerde op Kreta en in Thessaloniki.
Na zijn intrede als monnik nam Horeftakis de naam Theodorus aan. Van 1985 tot 1990 was hij de vertegenwoordiger van het patriarchaat van Alexandrië bij de Russisch-orthodoxe Kerk. In 1990 werd hij benoemd tot vertegenwoordiger van het pratiarchaat in Athene en tot titulair bisschop van Cyrene. In 1998 werd hij metropoliet van Kameroen en in 2002 metropoliet van Zimbabwe.
Op 9 oktober 2004 werd Theodorus door de patriarchale synode gekozen als patriarch van Alexandrië en Geheel Afrika. Hij was de opvolger van Petrus VII, die op 11 september 2004 was overleden. Zijn intronisatie vond plaats op 24 oktober 2004.